# Jeff Tinley
Jeff Tinley is een Amerikaans triatleet die tweemaal derde werd op de Ironman Hawaï. 
Op de Ironman Hawaï in februari 1982, dezelfde wedstrijd waarbij Julie Moss met wereldberoemde beelden vlak voor de finish alsnog werd ingehaald, behaalde hij een derde plaats, achter zijn broer Scott Tinley en Dave Scott. In oktober dat jaar werd de wedstrijd nog een keer gehouden, zodat Europeanen betere trainingsmogelijkheden zouden hebben. Ook hier werd hij derde achter Dave Scott en zijn broer Scott Tinley.

## Belangrijke prestaties

### triatlon
- 1982:  Ironman Hawaï (feb) - 9:53.16
- 1982:  Ironman Hawaï (okt) - 9:36.53